# Coda del drago
Coda del drago (Catch the Heat) è un film statunitense del 1987 diretto da Joel Silberg.

## Trama
A San Francisco un ufficiale della narcotici sotto copertura vola in Sud America, nel tentativo di stroncare per sempre le attività illecite di un signore della droga.

## Distribuzione
Il film è uscito in Usa nell'ottobre 1987.